# Čabel
Čabel byla ves na Táborsku nedaleko Měšic. Nalézala se přímo za měšickým dvorem a dnes se místu, kde stávala, říká „Na Čabeli“.

## Historie
Ves vznikla roku 1419 a patřila k Sezimovu Ústí. Páni Sezimové z Ústí drželi ves až do roku 1420, kdy ji manželka Jana Sezimy z Ústí a milenka[zdroj⁠?!] Jana Husa, Anna z Mochova, připojila k husitskému Táboru. Obec zanikla prakticky převedením místního obyvatelstva z původní obce do Tábora. Anna z Mochova učinila ze svých bývalých poddaných rovnoprávné husity.  
V 16. století patřil zbytek pusté vsi s polnostmi Na Čabeli Janovi Přehořovskému z Kvasejovic. Ten tam vystavěl deskový statek a roku 1508 jej prodal táborskému měšťanovi Jiřímu Huspekovi. Dnes přísluší zemědělská půda N Čabeli školnímu statku v Měšicích.
Podle tvrzení právníka a historika Václava Vaněčka vzniklo původní husitské adamitské hnutí pravě v obci Čábel, kde jej, za podpory Anny z Mochova, založil francouzský kazatel z Picardie, Adam Rohan, ještě před obsazením Tábora (Hradiště) kališníky. Adamité zde konali pohlavní orgie, které byly součástí husitských bohoslužeb. Patrně se jich zúčastňovalo i osazenstvo z blízkého Kozího hrádku a milenka Jana Husa Anna z Mochova.
Tvrzení některých publicistů (R. Čechura, J. Jonáš atd.), že byla ves vypálena až v době třicetileté války švédskými žoldáky, se nezakládají se na historických skutečnostech. Švédové tehdy v okolí Měšic – a tím i „na Čabeli“ – zapálili obilné lány, ale nikoli vesnici, která v té době již 200 let neexistovala.[zdroj⁠?!]